# Avantibai

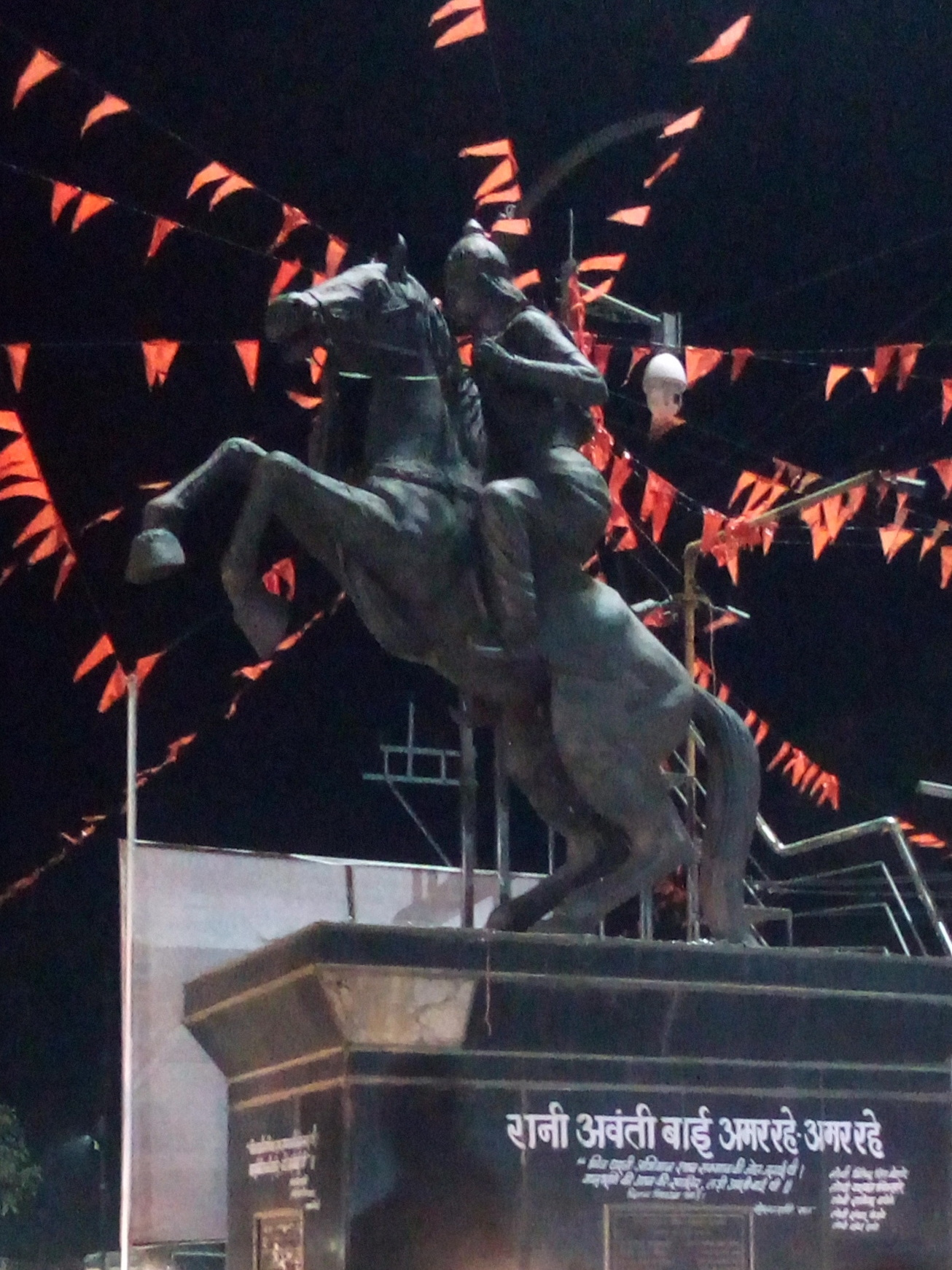
Estatua de Rani Avantibai,al districte Balaghat de Madhya Pradesh

Avantibai lodhi (o Avanti Bai lodhi; morta el 20 de març de 1858) fou reina del que avui dia es coneix com a Dindori, a Madhya Pradesh, que en aquell moment s'anomenava Ramgarh, així com una guerrera i lluitadora per la independència. S'oposà a la Companyia Britànica de les Índies Orientals durant la Rebel·lió índia de 1857, si bé la informació que fa referència a ella és escassa i en la seva major part prové del folklore. Arrel d'això es diu que formà part de la casta lodhi i ha estat usada com a icona de la política LODHI en el segle XXI.

## Interferència britànica
Segons el folklore, Fou la reina de Lakshman Singh de l'estat de Ramgarh que ara pertany al districte de Dindori anomenat Madhya Pradesh. Després de la mort del seu marit l'any 1851, intentà convertir-se en regent del seu fill, Vikramjeet Singh, que en aquells moments era menor d'edat. Les autoritats britàniques no ho acceptaren i el Tribunal de Tuteles (òrgan jurídic destinat a protegir els drets dels hereus fins que fossin majors d'edat) va nomenar un administrador per supervisar els seus assumptes.

## Rebel·lió índia de 1857
Quan esclatà la revolta de 1857, s'aixecà en armes i dirigí un exèrcit de 4.000 efectius. La seva primera batalla contra els britànics tingué lloc a la població de Kheri, prop de Mandla, on ella i les seves tropes s'erigiren vencedors. Tanmateix, per tal de venjar la derrota els britànics tornaren i llançaren una atac contra Ramgarh. Es guarí als turons de Devharigarh mentre l'exèrcit britànic incendiava Ramgarh i marxava cap a Devhargarh per a atacar a la reina. Recorregué a les tàctiques de guerrilla per a fer front a l'exèrcit britànic.
El 20 de març de 1858, veient que la derrota era segura, prengué l'espasa d'un dels seus guàrdies i es llevà la vida.

## Llegat
Després de la independència, ha estat recordada a través d'obres de teatre i del folklore. Una cançó folk dels gonds una tribu adivasi de la regió, diu: La Rani que és la nostra mare, colpeja repetidament als britànics. / Ella és la reina de la selva. / Va enviar cartes i braçalets a altres [governants, caps] i els va alinear amb la causa. / Va vèncer i va empènyer els britànics cap a fora, / a tots els carrers els feia entrar en pànic, / perquè fugissin allà on trobessin camí. / Sempre que entrava al camp de batalla a cavall, / lluitava de valent i les espases i les llances governaven el dia. / O, era la nostra mare raní.
Es troba entre les viranganas (dones heròiques) elogiades per les comunitats d'alits com a part de la tradició inventada al voltant dels esdeveniments de 1857, altres exemples en son Asha Devi, Jhalkari Bai, Mahabiri Devi and Uda Devi. Charu Gupta diu d'aquestes tradicions que "les evidències disperses, sovint escasses, són citades i citades repetidament pels dalits".
Tot i que se sap poc de la seva vida, excepte a través del folklore, la seva història va merèixer una breu inclusió en els manuals d'història del National Council of Educational Research and Training (NCERT) del 2012 com a participant de la rebel·lió de 1857, després de les protestes parlamentàries del Partit Popular Indi (Bharatiya Janata Party) i del Partit de la Societat Majoritària (Bahujan Samaj Party o BSP). El BSP en paraticular, ha fet us de la seva història, juntament amb relats d'altres heroïnes populars dalits, com a mitjà per promoure la imatge de Mayawati, amb el seu biògraf, Ajoy Bose, assenyalant que és elegida com el seu "avatar modern".
L'Autoritat per al Desenvolupament de la Vall Narmada anomenà part del projecte Bargi Dam a Jabalpur en el seu honor.

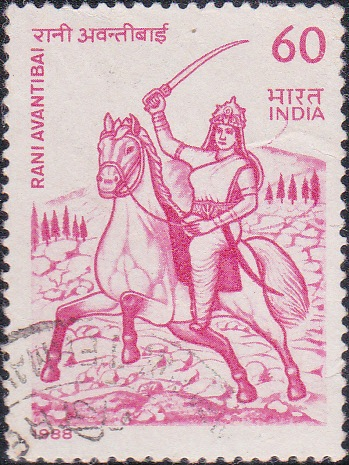
Primer segell de 'Rani Avantibai'

L'India Post (el servei postal indi) ha tret dos segells en el seu honor, el 20 de març de 1988 i el 19 de setembre de 2001.